# Viver a vida
 (срп. Живети живот) бразилска је теленовела, продукцијске куће Реде Глобо, снимана 2009.

## Синопсис
Прича почиње на малом острву Бузиос, када Елену, познату манекенку интервјуише Глобова новинарка за емисију о богатим и славнима, Елена прича о својим почецима, својој породици, ривалкама и одрастању у предивном Бузиосу. Отац и мајка су јој разведени, мајка сада живи са неколико година млађим дечком и уз Елену има још двоје деце — брата Паулиња и сестру Сандрињу, која „студира“ у Рио де Жанеиру.
У Бузиосу се одржава ревија коју би требало да отвори и затвори највећа звезда — Елена. То наравно смета Лусијани, њеној супарници. Током ревије Лусијана се саплиће и пада, а Елена јој притрчава у помоћ, међутим Лусијана је убеђена да је Елена крива за њен пад. Лусијана је Терезина и Маркосова ћерка, осим ње, Маркос и Тереза имају и ћерку Исабел и усвојену ћерку Мију. Тереза је бивша манекенка и не воли што се њена ћерка Лусијана бави истим послом као и она.
Лусијана се забавља са Жоржеом, богатим и озбиљним младићем који јој жели удовољити у свему. Жорже је потпуна супротност свом брату близанцу Мигелу који је вечити шаљивџија. Ствари се компликују када се Мигел и Лусијана заљубе. Маркос и Елена почињу да се забављају на Лусијанин ужас, када схвати да је њена главна ривалка завела њеног оца, међутим једна несрећа ће радикално променити све њихове животе.

## Улоге
| Глумац:                    | Улога:                                          |
| -------------------------- | ----------------------------------------------- |
| Таис Араужо                | Елена Толедо                                    |
| Жозе Мајер                 | Маркос Рибејро                                  |
| Алине Мораес               | Лусијана Салдања Рибејро                        |
| Матеус Солано              | Мигел Асунсао де Мораес Жорже Асунсао де Мораес |
| Лилија Кабрал              | Тереза Салдања                                  |
| Ђована Антонели            | Дора Режина Виторија                            |
| Адријана Бироли            | Исабел Салдања Рибејро                          |
| Наталија до Вале           | Ингрид Гимараес Рибејро                         |
| Клара Кастањо              | Рафаела Вилела Кампос                           |
| Летисија Спилер            | Бетина Триндаде де Араужо                       |
| Апаресида Петровски        | Сандра "Сандриња" Толедо де Оливеира Барбоса    |
| Барбара Паз                | Рената Фереира                                  |
| Камила Моргадо             | Марија Лусија "Малу" Триндаде                   |
| Марија Луиза Мендонса      | Алисе Соарес                                    |
| Нанда Коста                | Сораја Вилела                                   |
| Лирсио де Фреитас          | Освалдо Толедо                                  |
| Макс Феркондини            | Рикардо                                         |
| Марсело Вале               | Осмар                                           |
| Леонардо Миђорим           | Лео                                             |
| Жизела Рејман              | Марта                                           |
| Анжела Барос               | Селесте                                         |
| Мива Јанагизава            | Томи                                            |
| Патрисија Невес            | Силвија                                         |
| Патрисија Карваљо-Оливејра | Лариса                                          |
| Сесар Мело                 | Роналдо                                         |
| Антонио Фирмино            | Андре                                           |